# Wii
Wii (МФА: [ˈwiː]) — пятая домашняя игровая консоль, разработанная японской корпорацией Nintendo. Наследница Nintendo GameCube и предшественница Wii U. До 27 апреля 2006 года, когда было объявлено официальное название консоли, она носила кодовое имя Revolution. Как игровая система 7-го поколения, является прямым конкурентом Microsoft Xbox 360 и Sony PlayStation 3. Хотя компания Nintendo не позиционирует свою приставку Wii как соперника PlayStation 3 и Xbox 360, её причисляют к седьмому поколению по времени выхода (период между релизами Xbox 360 и PlayStation 3), а также инновационным игровым контроллерам. Nintendo утверждает, что её консоль ориентирована на более широкую аудиторию, чем у обоих конкурентов. Отличительной чертой консоли являются уникальные беспроводные контроллеры Wii Remote и Wii MotionPlus, реагирующие на движения игрока.
27 января 2020 года Nintendo of Japan заявила, что с 31 марта Wii больше не будут ремонтироваться в связи с уменьшением запаса необходимых деталей. Однако из-за того, что количество заявок на ремонт превысило ожидания Nintendo, компании пришлось прекратить приём заявок на ремонт на месяц раньше, 6 февраля.

## Устройство
Размеры
Wii является самой маленькой из приставок 7 поколения. Её размеры составляют 44 мм в ширину, 157 мм в высоту и 215,4 мм в длину. Чтобы получить примерное представление о её размерах, достаточно положить друг на друга три футляра из-под DVD-дисков. Приставку можно разместить либо в вертикальном (при этом консоль можно закрепить в специальной подставке), либо в горизонтальном положении. Вентилятор, охлаждающий приставку, находится справа (если консоль лежит в горизонтальном положении), или снизу (если консоль расположена вертикально) — для него в подставке есть отдельное отверстие.
Инновационный контроллер
Консоль уникальна своим контроллером — Wii Remote, который может определять своё перемещение и ориентацию в трёхмерном пространстве. Кроме того, в контроллер встроен динамик и вибро-механизм, что даёт дополнительную обратную связь. Питается контроллер от двух AA батареек. Находясь в режиме ожидания (оранжевый сигнал на кнопке Power), консоль потребляет минимум энергии, но в то же время может получать обновления и сообщения через Интернет, подключаясь к WiiConnect24 (закрыт 28 июня 2013 года), сервису, созданному Nintendo для распространения обновлений, коммуникации владельцев консоли (письма, фотографии) и возможности играть в режиме онлайн. Дисковод консоли начинает светиться голубым светом каждый раз, когда приходит новое сообщение, вставляют диск с игрой или консоль закачивает обновления.
Специальная панель (Wii Sensor Bar) является источником инфракрасного света, который принимается Wii Remote. Она устанавливается выше или ниже экрана монитора/телевизора. Сам контроллер может комбинироваться со многими выпущенными специально для Wii аксессуарами (рули, пистолеты, ракетки, кии, удочки), чтобы сделать процесс игры более интересным.

## Продажи
Система была впервые представлена на конференции Nintendo в ходе выставки E3 в 2005 году. Начало продаж состоялось в Северной Америке 19 ноября 2006, в Европе 8 декабря, Японии 2 декабря, Южной Америке и Австралии 7 декабря. 22 декабря состоялся запуск Wii и в России.
Официально объявленная цена приставки в США составляет 249,99$. В России рекомендованная розничная цена приставки при начале продаж составляла 9900 рублей. С августа 2008 года эта сумма была увеличена до 12 900 рублей.
К 30 сентября 2008 года по всему миру продано около 34,55 миллионов консолей.
С октября 2007 года Nintendo бесплатно высылает специальные защитные футляры для контроллеров.
C 27 сентября 2009 года в США стоимость приставки Wii составляет 200$.
Ресурс Engadget докладывает: в середине мая цена на приставку упадёт до 150$, вследствие того, что на конференции E3: 2011 будет объявлена новая домашняя консоль под кодовым названием Project Café (Wii U).

## Технические характеристики
Технические характеристики оригинальной модели:
- Процессор: Broadway, разработан совместно с IBM, выполнен по 90 нм технологии PowerPC CPU, рабочая частота 729 МГц. Максимальная пропускная способность — 1,9 гигабита в секунду
- Память:
  - 88 МБ основной памяти (24 МБ «внутренней» 1T-SRAM и 64 МБ «внешней» GDDR3 SDRAM). Дополнительные 3 МБ для GPU, предназначенные для текстур и видеобуфера. Пропускная способность — 4 гигабита в секунду.
  - 512 МБ встроенной флэш-памяти для хранения сохранений игр, программного обеспечения и обновлений.
- Видеосистема: Видеопроцессор — ATI en[рус.] GPU с частотой 243 МГц; память для графики выделяется из общей памяти
- Аудио: система совместима с Dolby Pro Logic II; в WiiRemote также встроен динамик
- Общая производительность: несопоставима с Xbox 360 и Playstation 3[значимость факта?]. По оценкам экспертов, она в 1,5-2 раза выше, чем у предшественника Nintendo Gamecube. Идея Nintendo — не борьба за первенство в графическом плане, но за первенство в игровом плане. В этом помогают уникальный контроллер и игровая политика, направленная на самых различных игроков.
- Разъёмы
  - 4 разъёма для геймпадов от Gamecube.
  - 2 USB 2.0 разъёма для подключения периферийных устройств.
  - 2 разъёма для подключения карт памяти формата Gamecube Memory Card.
  - Разъём для подключения SD/SDHC карт с целью расширения встроенной флэш-памяти.
  - Композитный, компонентный выходы для подключения к телевизору.
- Интернет: контроллер Wi-Fi для беспроводного подключения к Интернет.
- Диски:
  - Диски Wii (12 см)
  - Диски GameCube (8 см)

## Обратная совместимость
- Wii совместима со всеми играми для Nintendo GameCube. Дисковод консоли сам распознаёт вставляемые диски. Для игры необходим геймпад GameCube. Для сохранения состояния игры от GameCube необходима карта памяти для GameCube.
- Существует загружаемые WiiWare игры, которые являются переизданиями оригинальных игр от Sega Genesis, SNES, NES, TurboGrafX, Nintendo 64. Игры приобретаются за Nintendo Points в Wii Shop Channel.

## Модели
Wii Family Edition — выглядит практически так же, за исключением надписи Wii, которая теперь располагается горизонтально; подставка для вертикального положения отсутствует. Отсутствие обратной совместимости с GameCube и всеми аксессуарами (включая разные танцевальные ковры, использующиеся в играх для Wii). Выпущена в Европе и Северной Америке в октябре 2011 года.
Существует в нескольких изданиях:
- Европейская версия с Wii Sports и Wii Play в комплекте
- Приставка голубого цвета с игрой Mario & Sonic at the London 2012 Olympic Games
- Приставка чёрного цвета с игрой New Super Mario Bros. Wii и диском с официальным саундтреком к Super Mario Galaxy

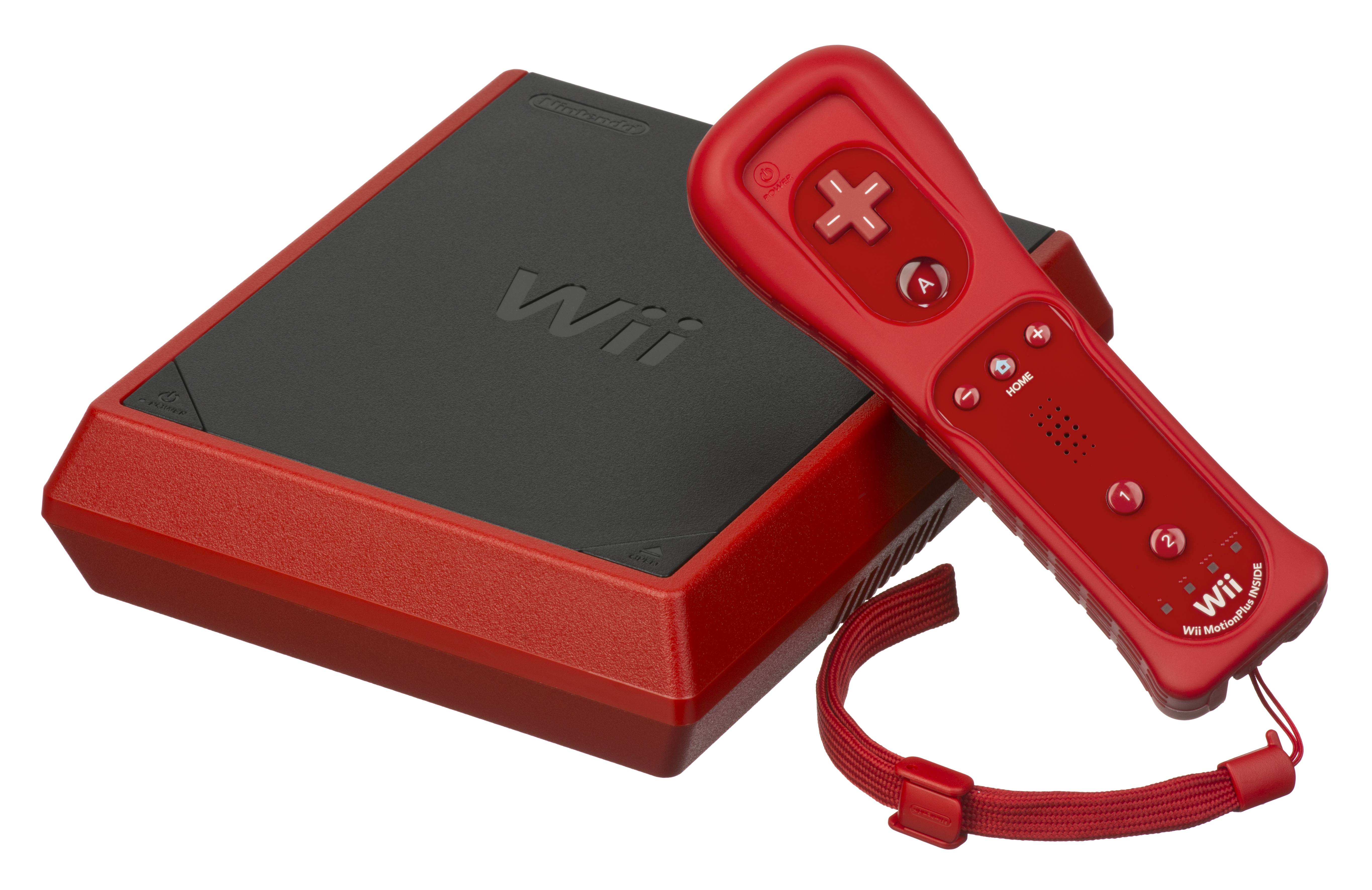
Wii mini

Wii mini — упрощённая версия приставки, выпущена в продажу 7 декабря 2012 года в Канаде (по цене в 99 канадских долл.), 15 марта 2013 года в Европе, 22 марта 2013 года в Великобритании.
В этой модели отсутствует обратная совместимость с GameCube, нет Wi-Fi и слота для SD-карты, нет возможности играть в онлайн игры, оставлен только один USB-порт из двух, убраны S-Video и компонентный видеовыходы. Wii mini выполнен в чёрно-красном дизайне, поставляется с Wii Remote Plus и Nunchuk красного цвета, играми эта модель не комплектуется.

## Технические проблемы
Некоторые владельцы Wii столкнулись с появлением на экране артефактов. Эта проблема была вызвана тем, что вентилятор консоли не работает в режиме ожидания WiiConnect24. Тепло, выделяемое CPU и модулем беспроводной связи, не отводилось из корпуса, что приводило к перегреву GPU или видеопамяти консоли. Также имеются сообщения, что причиной проблемы было использование в некоторых приставках бракованных чипов видеопамяти.

## Игры
| Игры, доступные при запуске продаж консоли: Запуск в США, 19 ноября 2006: - Avatar: The Last Airbender - Call of Duty 3 - Cars - Dragon Ball Z: Budokai Tenkaichi 2 - Excite Truck - The Grim Adventures of Billy & Mandy - GT Pro Series - Happy Feet - The Legend of Zelda: Twilight Princess - Madden NFL 07 - Marvel: Ultimate Alliance - Monster 4x4: World Circuit - Need for Speed: Carbon - Rampage: Total Destruction - Rayman Raving Rabbids - Red Steel - SpongeBob SquarePants: Creature from the Krusty Krab - Super Monkey Ball: Banana Blitz - Tony Hawk's Downhill Jam - Trauma Center: Second Opinion - Wii Sports (поставляется с консолью) Запуск в Японии, 2 декабря 2006: - Crayon Shin-chan: Saikyou Kazoku Kasukabe King Wii - Elebits - Ennichi no Tatsujin - Kororinpa - The Legend of Zelda: Twilight Princess - Machi-Kuru Domino - Necro-Nesia - Rayman Raving Rabbids - Red Steel | - SD Gundam: Scad Hammers - Super Monkey Ball: Banana Blitz - Super Swing Golf - Tamagotchi: Party On! - Trauma Center: Second Opinion - WarioWare: Smooth Moves - Wii Play - Wii Sports - Wing Island Европейский запуск, 8 декабря 2006: - Barnyard - Call of Duty 3 - Cars - Far Cry Vengeance - GT Pro Series - Happy Feet - The Legend of Zelda: Twilight Princess - Madden NFL 07 - Marvel: Ultimate Alliance - Monster 4x4: World Circuit - Need for Speed: Carbon - Open Season - Pinball Hall of Fame: The Gottlieb Collection - Rampage: Total Destruction - Rayman Raving Rabbids - Red Steel - SpongeBob SquarePants: Creature from the Krusty Krab - Super Fruit Fall - Super Monkey Ball: Banana Blitz - Tom Clancy's Splinter Cell: Double Agent - Tony Hawk's Downhill Jam - Wii Play - Wii Sports (поставляется с консолью) | Двадцать наиболее продаваемых игр для Nintendo Wii: - Wii Sports — игра, входящая в продаваемый комплект (за исключением Японии) - Mario Kart Wii - Wii Sports Resort — входит в комплект Wii MotionPlus - Wii Play - New Super Mario Bros. Wii - Wii Fit — требуется Wii BalanceBoard - Wii Fit Plus - Super Smash Bros. Brawl - Super Mario Galaxy - Just Dance 3 - Just Dance 2 - Wii Party - Mario Party 8 - Mario & Sonic at the Olympic Games - Super Mario Galaxy 2 - Just Dance - The Legend of Zelda: Twilight Princess - Just Dance 4 - Zumba Fitness - Donkey Kong Country Returns |

## Бесплатные игры для Wii
До недавнего времени бесплатных игр в прямом смысле этого слова не существовало. После появления интернет браузера Opera для Wii активно стали появляться Flash-игры, адаптированные для Wii. Сейчас владельцам данной консоли доступны также и демо-версии игр из WiiWare.

## Каналы Wii

С помощью WiiConnect24 новостные данные и данные о погоде обновляются даже при выключенной консоли

Приставка имеет 5 установленных каналов:
- Disc Channel — канал, зарезервированный для диска и его содержимого.
- Mii Channel — предназначен для создания, изменения и других манипуляций с «Mii».
- Photo Channel — предназначен для просмотра цифровых фотографий и видео с SD-карты. Есть возможность редактировать фото, играть в пазл, отсылать фотографии друзьям.
- Shop Channel — канал интернет-магазина Wii. В ассортименте есть игры для предыдущих консолей Nintendo, игры для Wii и несколько каналов (большинство бесплатные). Канал действует только после принятия соглашения об интернет сервисах Wii и WiiConnect24. Закрыт 31 января 2019 года. С 26 марта 2018 года стало невозможным начислять очки Wii (англ. Wii Points), необходимые для покупки платных игр и каналов.
- Канал новостей (News Channel) — самые свежие новости со всего мира. Канал действует только после принятия соглашения об интернет сервисах Wii и WiiConnect24. Закрыт 28 июня 2013 года.
- Канал погоды (Forecast Channel) — погода в установленном регионе. Канал действует только после принятия соглашения об интернет сервисах Wii и WiiConnect24. Погода в России отображается только: Москва, Санкт-Петербург, Иркутск, Владивосток, Хабаровск и Южно-Сахалинск. Закрыт 28 июня 2013 года

Каналы, которые можно приобрести через интернет-магазин (Shop channel):
- Internet Channel (появился в январе 2007) — позволяет просматривать веб-страницы в Интернете. Стоимость: 500 очков (с 2 сентября 2009 года стал бесплатным и всем заплатившим была выдана компенсация в виде игры для Virtual Console)
- Everybody Votes Channel (появился в феврале 2007) — позволяет принимать участие в голосованиях на разные темы. Бесплатный. Закрыт 28 июня 2013 года
- Mii Contest Channel — позволяет пользователям выставлять на конкурс Mii, созданные на заданную тематику. Бесплатный. Закрыт 28 июня 2013 года
- Today & Tommorow Channel — канал, дающий бесплатный гороскоп (не используется интернет) на каждый день.
- BBC iPlayer — канал, работающий через интернет, воспроизводящий известные треки, видео и многое другое. В целом, мультимедийный-интернет центр на вашем Wii. Бесплатный. Закрыт в 2017 году.
- Netflix — канал, работающий через интернет, воспроизводящий фильмы. Для просмотра, требуется подписка. Бесплатный.
- YouTube (появился 15 ноября 2012) — канал, воспроизводящий видео через интернет с одноимённого видеохостинга. Бесплатный. Закрыт 28 июня 2017 года.
- Nintendo Channel  — позволяет узнавать о последних играх Nintendo, смотреть трейлеры, оценивать игры, получать рекомендации а также скачивать демоверсии игр Nintendo DS через DS Download Play. Бесплатный. Закрыт 28 июня 2013 года.
- Wii U Transfer Tool  — позволяет переносить сохранения, покупки в Shop Channel и прочее с Wii на новую игровую приставку Wii U посредством SD карты.

Для экономии системной памяти Wii большинство каналов можно установить на обычную SD карту.
При подключении к приставке Wii Balance Board в Wii появляется новый канал «Wii Fit Channel» для контроля состояния организма, определяющий ваш вес, вашу скорость реакции, равновесие и т. д. Канал можно использовать без запуска игры Wii Fit. При покупке «Wii Fit Plus» канал называется «Wii Fit Plus Channel» и в нём появилось нескольно новых функций. Оба канала работают независимо друг от друга.
Русскоязычных каналов Wii не существует. Компания Nintendo заявила, что собирается перевести на русский язык следующую игровую приставку (Wii U), которая выйдет в 2012 году (к этому моменту обычная Wii существует около пяти лет, на потребительском рынке — 4 года — а это большой срок для выдвижения Wii U).
28 Июня 2013 года Nintendo отключила сервис WiiConnect24, отключив тем самым некоторые каналы и функции:
- Mii Contest Channel
- Everybody Votes Channel
- Nintendo Channel
- Канал погоды
- Канал новостей
- Обмен данными в режиме ожидания
- Обмен письмами в Wii Message Board

Также, 20 мая 2014 года сервис Nintendo Wi-Fi Connection прекратил свою работу. После этого игра по сети стала недоступна (за исключением нескольких игр). Список затронутых игр опубликован на сайте поддержки Nintendo.

## Virtual Console
Virtual Console позволяет загружать новое программное обеспечение и запускать приобретённые через Интернет игры для приставок NES, SNES, N64, Genesis, TurboGrafx-16 на Wii.

## WiiWare
WiiWare представляет собой сервис для загрузки из сети интернет несложных, чаще всего Wii-эксклюзивных игр. Среди наиболее известных проектов — Final Fantasy Crystal Chronicles: My Life as a King, Lost Winds, Mega Man 9, Pop, Toki Tori, World of Goo.

## Аксессуары для Wii
- Vertical Stand — позволяет устанавливать консоль в вертикальном положении. Существует в самых различных вариантах: с освещением, с подставками для контроллеров, с вентиляторами для охлаждения, с зарядными гнёздами для контроллеров с батареями-аккумуляторами и пр.
- V Box — позволяет соединять приставку с компьютером через USB 2.0 разъём для передачи видео.
- uDraw GameTablet — графический планшет, выпущенный компанией THQ в 2010 году.

Wii Remote
- Wii Remote — собственно сам контроллер. Иногда может входить в комплект с игрой (например, Wii Play). В контроллер встроен динамик и вибромотор. С помощью сенсорной панели приставка может определять положение контроллера в пространстве.
- Wii Remote Jacket — защитный чехол, бесплатно высылавшийся в октябре 2007 года всем владельцам консоли.

Wii Motion Plus
- Wii MotionPlus — уникальный беспроводной контроллер, обычно идущий в комплекте вместе с игрой Wii Sports Resort. Если в контроллере Wii Remote для определения положения в пространстве использован только акселерометр, то в контроллере Wii MotionPlus кроме акселерометра используется дополнительный пространственный сенсор — гироскоп.

Wii Remote Plus
- Wii Remote Plus — по сути контроллер Wii Remote, совмещённый с Wii MotionPlus. Он легче и удобнее, но несколько дороже.

Nunchuk
- Wii Nunchuk — дополнительный контроллер, по форме напоминающий рукоять управления самолётом. Подключается к Wii Remote, содержит аналоговый стик, два неаналоговых триггера, и встроенный датчик ускорения (акселерометр).

Существуют и различные варианты удобных беспроводных контроллеров «Нунчак» от сторонних производителей.
Геймпады
- Wii Classic Controller — классический геймпад в стиле Wii (существуют также проводные и беспроводные варианты от сторонних производителей).
- GameCube Controller — геймпад от GameCube, который подключается к Wii Console напрямую через стандартный порт для GameCube
- GameCube Bongo Controller — два миниатюрных барабана для нескольких игр от GameCube.
- Guitar («Guitar Hero») — геймпад в виде гитары для игр Guitar Hero и RockBand на Wii.
- Dj Hero Controller — геймпад в виде диджей-микшера, созданный специально для игр серии «DJ Hero».
- Wii Vitality Sensor — сенсор, который измеряет пульс игрока. Подключается к Wii Remote. Был представлен на E3, но так и не был выпущен.

Рули
- Wii Wheel — небольшой пластиковый руль, в который вставляется контроллер. Иногда может входить в комплект с игрой. Не содержит электронных элементов; единственный подвижный элемент — кнопка под указательным пальцем левой руки, передающая давление на триггер Wii Remote, обозначенный буквой «B».

Недавно появилась и версия стационарная с педалями и переключением скоростей, но от сторонних китайских производителей.
Пистолеты
- Wii Zapper/Sharp Shooter/Gun — пистолет или иное ему подобное приспособление.

Веб-камера
- USB camera — в комплекте с диском для занятий фитнесом «Your Shape» поставляется веб-камера «в качестве устройства, считывающего данные Вашего тела; с помощью камеры программа постоянно контролирует Ваши движения в режиме реального времени и если тренировка пойдёт не так — поправит». Камера также доступна в комплекте с игрой Racket Sports Party.

Ремешок

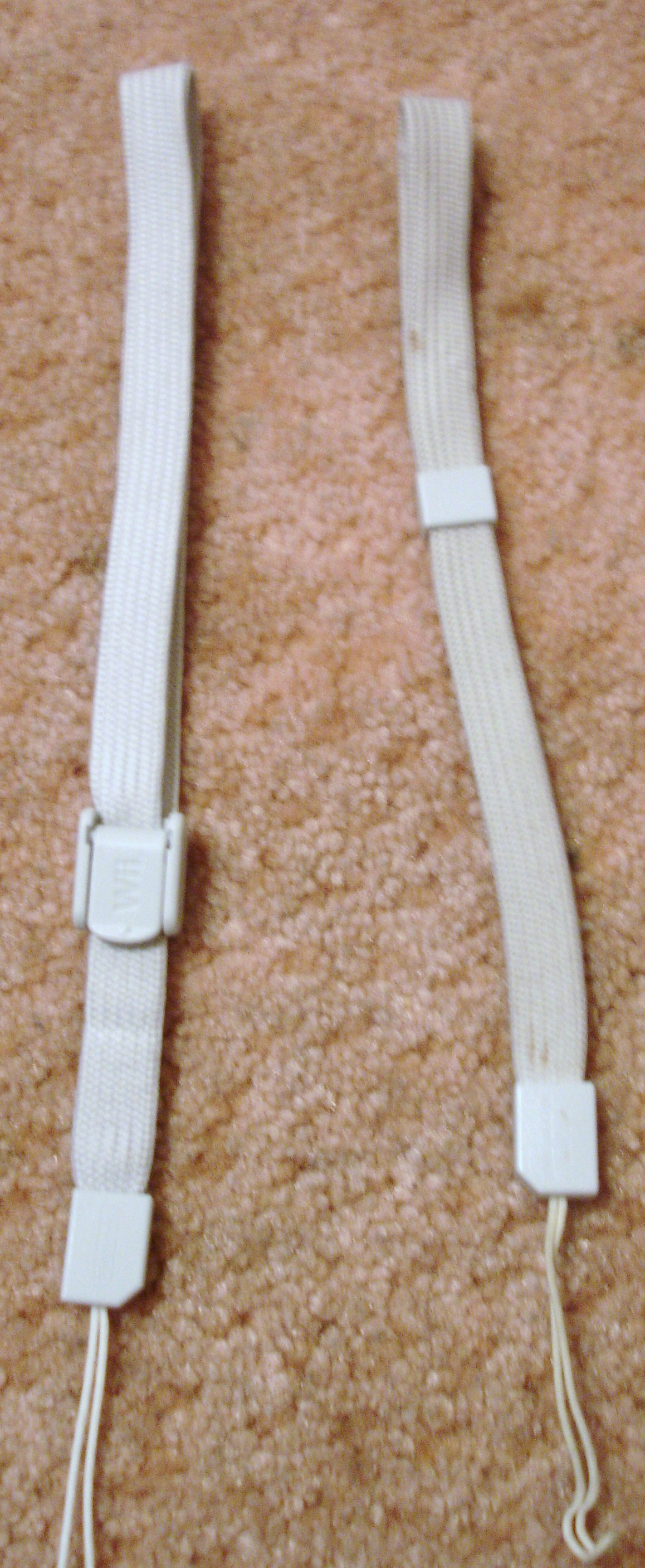
Новый ремешок (слева) и обычный (справа)

Wii Remote оснащён вставкой для ремешка, которая находится на его основании, сам ремешок нужен, чтобы обеспечить безопасность устройства. Перед каждой игрой на Wii высвечивается картинка, предупреждающая игрока использовать ремешок, чтобы избежать падения пульта при резких движениях.
Для ног
- Wii BalanceBoard — разработанная специально для Wii площадка, представляющая собой четырёхпозиционные напольные весы (по два датчика на каждую ногу), способная измерять вес и положение центра тяжести игрока.
- Dance Mat — различные электронные танцевальные коврики. Часто продаются в комплекте с игрой.

Для Интернета
- Wii Lan Adapter — устройство-переходник для подключения к проводным сетям.
- Клавиатура для Wii (аналогична компьютерной). Также к Wii можно подключить большинство проводных и беспроводных компьютерных клавиатур, в основном для веб-сёрфинга.

Для телевизора
- Различные провода для подключения консоли к телевизору через различные разъёмы: CVBS, S-Video, SCART-RGB, YPbPr. Наилучшие результаты (480P) достигаются с применением компонентного кабеля (RVL-011). Также существует дополнительный модуль Wii2HDMI от стороннего производителя для конвертации аналогового сигнала в HDMI без улучшения качества.

Для чата
- Wii Speak — специальный микрофон, который ставится под телевизором и позволяет говорить, находясь в любом углу комнаты. Также устанавливает особый канал Wii Speak.